# Шебаново (Тверская область)
Шебаново — деревня в Удомельском городском округе Тверской области.

## География
Деревня находится в северной части Тверской области на расстоянии приблизительно 25 км на запад по прямой от железнодорожного вокзала города Удомля.

## История
Впервые упоминается в 1545 году как Шабаново. В 1859 году принадлежала помещикам Ладыгину и Путятиной Марфе Александровне с Натальей Алексеевной. Дворов (хозяйств) было учтено17 (1859), 29(1886), 27 (1911), 22 (1958), 7 (1986), 6 (1999). В советский период истории работали колхозы «Шибаново» и им. Дзержинского. До 2015 года входила в состав Мстинского сельского поселения до упразднения последнего. С 2015 года в составе Удомельского городского округа.

## Население
Численность населения: 109 человек (1859 год), 190 (1886), 165(1911), 54 (1958), 13(1986), 6 (1999), 9 (русские 89 %) в 2002 году, 6 в 2010.